# Бонетто, Риккардо
Риккардо Бонетто (итал. Riccardo Bonetto; 20 марта 1979, Азоло) — итальянский футболист, левый защитник.

## Карьера
Риккардо Бонетто воспитанник клуба «Ювентус». В январе 1998 года он был арендован «Новарой», в составе которой выступал в серии С2. Затем он провёл половину сезона в «Фермане», откуда перешёл в бельгийский «Беверен» в котором провёл 19 игр и забил 2 гола. Сезон 2000/01 Бонетто провёл в клубе серии С1 «Ареццо», где стал игроком основного состава, проведя 30 игр и забив 3 гола.
Летом 2001 года Бонетто перешёл в «Эмполи», где провёл 11 игр. Столько же матчей Риккардо сыграл и в следующем сезоне, где он выступал в «Асколи». После этого сезона, «Эмполи» выкупил оставшуюся часть прав на игрока у «Ювентуса». Но сезон 2003/04 Бонетто пропустил получив очень тяжёлую травму. В следующем сезоне он вылечился и помог клубу выйти в серию А. 28 августа 2005 год Риккардо забил свой первый гол в высшем итальянском дивизионе, принеся победу своей команде в матче с «Удинезе». В январе 2006 года Бонетто был арендован «Асколи», но из-за травмы не сыграл за клуб ни одной игры.
Летом 2006 года Бонетто перешёл в «Лацио», куда его пригласил его бывший одноклубник и близкий друг Томмазо Рокки. Однако Риккардо не смог завоевать место в составе клуба. 2 июля 2007 года Бонетто был арендован «Болоньей», как часть сделки по переходу в стан римлян Мурада Мегни. За «Болонью» Риккардо провёл 33 игры и помог клубу выйти в серию А. 8 июля 2008 года Бонетто был отдан в аренду в «Ливорно», с которой, как и годом ранее, вышел в серию А. В начале 2009 года Бонетто, вместе с несколькими игроками клуба, спровоцировал конфликт по поводу контрактов, из-за чего футболист был выведен из команды и не провёл за клуб ни одной игры.

## Достижения
- Обладатель Суперкубка Италии: 2009